# Chrysotachina townsendi
Chrysotachina townsendi là một loài ruồi trong họ Tachinidae.